# Milan Uhde
Milan Uhde (Brno, 28 de julio de 1936) es un escritor, dramaturgo, guionista y político checo.
Durante el régimen comunista fue un importante representante de la disidencia y, después de la Revolución de Terciopelo, se desempeñó como ministro de Cultura del gobierno checo en 1990-1992 y, desde el establecimiento de la república independiente en 1993, fue el primer presidente de la Cámara de Diputados de la República Checa. También desempeñó interinamente las funciones de Presidente de la República de enero a febrero de 1993, según el artículo 66 de la Constitución de la República Checa. Firmó la constitución. De agosto de 2011 a marzo de 2014 ocupó el cargo de presidente del Consejo de la Česká televize.

## Biografía
Nacido en 1936 en una familia de juristas, su madre era judía. Durante la Segunda Guerra Mundial, ella intentó, con el consentimiento tácito de sus padres, obtener documentos de origen no judío, pero, fue sometida a persecución racial. En sus memorias, Milan Uhde describe una de las experiencias más fuertes de su infancia cómo él y su madre fueron expulsados de las tiendas porque a los judíos solo se les permitía comprar en determinados momentos.
Estudió en Brno: aquí fue a la escuela primaria pública, en 1953 se graduó en el gimnasio de Králové Pola y en 1958 se graduó en la Facultad de Filosofía de la Universidad Masaryk (más tarde Universidad Jan Evangelista Purkyně, actualmente Universidad Masaryk), con especialización en checo y ruso. En la década de 1950, era miembro de la Unión Juvenil Checoslovaca y estaba de acuerdo con el régimen comunista. Considera que el año 1956 fue un punto de inflexión, cuando perdió sus creencias comunistas como resultado de los acontecimientos en Hungría y ni siquiera se le ofreció ingresar en el Partido Comunista de Checoslovaquia ((KSČ, por sus siglas en checo y eslovaco). Trabajó como editor de la importante revista mensual de literatura, arte y crítica literatura de Brno Host do domu (publicada en 1954-1970) y al mismo tiempo trabajó como profesor externo en la Academia de Artes Escénicas Janáček (1967-1971). En 1971 obtuvo el título de Doctor en Filosofía. En 2011 recibió el título académico honorífico de doctor honoris causa en la Academia de Artes Escénicas Janáček.
Después de que la revista fuera prohibida, se convirtió en escritor profesional, pero en 1972, después de publicar un artículo en el diario Rudé právo, fue incluido en la lista de escritores prohibidos y no se le permitió publicar sus obras hasta la Revolución de Terciopelo en 1989. Sus libros fueron retirados de las bibliotecas públicas y se le impidió ejercer cualquier ocupación lucrativa. Escribió obras con otros nombres (la mayoría de las veces para el Teatro de Cuerdas), publicó en samizdat, colaboró con teatros extranjeros y estaciones de radio y televisión.
Firmó la Carta 77 y en 1988 también se convirtió en miembro del Movimiento de Libertades Civiles. En 1989, junto con otros disidentes, fundó la editorial Atlantis y se convirtió en su editor jefe. Al año siguiente, su esposa Jitka Uhdeová asumió este cargo para que él pudiera dedicarse de lleno a su carrera política.
En 1990 se convirtió en el segundo ministro de Cultura después de Milan Lukeš. En 1992, obtuvo el título de profesor asociado en JAMU. En el gobierno, inicialmente fue miembro del Foro Cívico, luego pasó al Partido Democrático Cívico (ODS). En el período comprendido entre el 6 de junio de 1992 y el 6 de junio de 1996, fue el primer diputado del ODS en el Consejo Nacional Checo (por el distrito electoral de la región de Moravia Meridional) y después del cambio de nombre en relación con la disolución de Checoslovaquia, el 1 de enero de 1993, miembro de la Cámara de Diputados de la República Checa. En el mismo período fue elegido presidente del Consejo Nacional Checo el 29 de junio de 1992 y presidente de la Cámara de Diputados el 1 de enero de 1993. El primer día de la República Checa el 1 de enero de 1993 pronunció un conocido discurso que finalizó con las palabras "...República Checa, ¡buenos días!".
Desde 1996 forma parte del grupo de políticos del ODS que critican algunas opiniones y actitudes del presidente del partido, Václav Klaus. En el congreso del ODS de diciembre de 1996, pronunció un discurso polémico en el que afirmó que el ODS se estaba apropiando indebidamente de su programa y que había abandonado a un ciudadano decente. Al mismo tiempo, calificó de inapropiado y desagradable el eslogan electoral de las elecciones de 1996: "Hemos demostrado que podemos hacerlo". Al mismo tiempo, sin embargo, afirmó retrospectivamente (en una entrevista de 2008) que Václav Klaus estaba abierto a críticas y no era vengativo, y que una parte de la oposición interna del partido decidió entonces "el camino de un intento destituir a Václav Klaus del gabinete".
En el período electoral, del 1 de junio de 1996 al 19 de junio de 1998, también fue elegido miembro de la Cámara de Diputados, del 16 de julio de 1996 al 9 de junio de 1997 presidió el club parlamentario ODS. Después de la caída del gobierno de coalición del ODS, gracias a su postura crítica, se encontró entre los que fueron invitados a abandonar el partido, por lo que se trasladó al club parlamentario Unión de la Libertad, del que fue miembro desde el 20 de enero de 1998 hasta el final del período electoral acortado. Fue el impulsor de varios proyectos de ley parlamentarios, de los cuales sólo se aprobó el proyecto de enmienda a la Ley sobre rehabilitación extrajudicial (78/1998 Recop.), que él mismo había promovido junto con Jiří Karas. La ley buscaba igualar el trabajo forzoso de los miembros de las unidades mineras militares con el trabajo forzoso de los miembros del PTP.
Retrospectivamente evaluó su ingreso en la Unión de la Libertad como un error ("Me encontré en un partido donde no me querían. Si me hubieran revelado que su objetivo principal era enviar a Klaus al retiro político, lo habría hecho rugir como un tigre"). Ya en la primavera de 1998, escribió un análisis de veintiún causas del colapso de la derecha, en el que critica a la recién formada Unión de la Libertad. En 1998 dejó la política activa y volvió a ser escritor profesional. Publica colecciones de sus obras anteriores para la editorial Atlantis, pero tampoco duda en emprender nuevos proyectos.
Con el paso del tiempo, sus puntos de vista parecieron coincidir nuevamente con los del ODS. No lamentó no haber criticado abiertamente los problemas del ODS anteriormente, sino que habló en un momento en que los problemas sin resolver habían crecido hasta el punto que sus críticas se convirtieron en una herramienta para otras cosas además de los esfuerzos por corregir los problemas (ver la carta a Václav Klaus en su cumpleaños número 60). En su opinión sobre los sucesos de ČT en el año 2000, se puso del lado del ODS contra los rebeldes. En 2002, el vicepresidente del Consejo de la Radio Checa lo nominó por el ODS y fue elegido por él. Ocupó el cargo hasta 2006.
En 2011 fue elegido por 12 de 15 votos para presidir el Consejo de la Televisión Checa (por un periodo de dos años). En 2013, fue reelegido presidente por los miembros del consejo. Su mandato expiró en marzo de 2014.
Milan Uhde vive en Brno. De 1963 a 2009 fue marido de la naturalista Jitka Uhdeová (n. 13 de febrero de 1942), actualmente directora general y directora de la editorial Atlantis. Sus hijos son Michal (empresario) y Jana (trabaja en la editorial Atlantis). Su segunda esposa, Zuzana Uhdeová, es traductora.

## Obras
- Do bitev půjde před řadami – báseň oslavující Klementa Gottwalda (1953)
- Lidé z přízemí (1962)
- Komedie s Lotem (1963) – drama radial
- Hrách na stěnu (1964) – cuentos de la vida cotidiana
- Král-Vávra (estrenada en 1964 en el teatro Večerní de Brno) – una sátira política, una variación del tema del Rey Lávra de Borovský, que muestra un mundo de máquinas alienado de los humanos, donde un trío de gobernantes controla el semieje de la Tierra. La obra consta de 10 cuadros, contiene 9 canciones, una balada, un romance de blues y un interludio.
- Svědkové (1965) – una obra radiofónica original y absurda que muestra la impotencia de la gente ante la malicia de la policía.
- Souhvězdí Panny (1965) – un guión cinematográfico basado en su cuento Oštérovna, una historia sobre el amor y la amistad desde un aeropuerto militar. La película se rodó el mismo año.
- Výběrčí (1966) – un drama radiofónico cómico, que también recibió una adaptación teatral.
- Děvka z města Théby (1967, impresa en la edición de mayo de Divadla 18, representada en el Teatro Nacional el mismo año): una obra original, una variación satírica del antiguo tema de Antígona. Las críticas arruinaron la representación
- Obloha samej cvok (1967) – una colección de textos de canciones para el Teatro X de Brno.
- Záhadná věž v B. (1967) – una colección de mitos históricos.
- Ten, který přichází (1968) – obra radial.
- Parta (1969) – obra radial.
- Šach-mat, Vaše Výsosti (1969)
- Vraždění ve Veracruz (1970)
- Hra na holuba (1974) – obra de teatro original, publicada en samizdat.
- Balada pro banditu (1975) – adaptación musical del poema de Olbracht Nikola Šuhaj el bandido, que escribió bajo el nombre de Zdeňko Pospíšila para Divadlo na provázku. A partir de esta obra se creó en 1978 una película del mismo nombre dirigida por Vladimír Sís.
- Profesionální žena (1975) – dramatización de la novela de Vladimír Páral, que escribió bajo el nombre de Zdeňka Pospíšila
- Zubařovo pokušení (1976) – obra radial, publicada en samizdat
- Pohádka máje (1976) – una adaptación musical de la novela de Mrštík, la escribió bajo el nombre de Zdenek Pospíšil, pero emigró en 1980 y reveló su colaboración con Uhde
- Hodina obrany (1977) – drama televisivo
- Pán plamínků (1977) – drama televisivo original, estrenado en samizdat. El motivo fue el destino real de algunos disidentes sobre los que se abusó criminalmente de la psiquiatría.
- Jitřenka naší slávy (1977) – una obra radiofónica sobre la vida de Božena Němcová
- Modrý anděl (1979) – obra radiofónica original adaptada también al teatro: monólogo de una denunciante que, jugando con la vida de los demás, compara su situación con la de un ángel de la justicia, cargado con la responsabilidad del destino de humanidad
- Velice tiché Ave (1981) – obra radiofónica retrospectiva autobiográfica. Fue publicado en samizdat y posteriormente adaptado al teatro.
- Zvěstování aneb Bedřichu, jsi anděl (1986, representada en 1990) - una obra de teatro publicada en samizdat: una parodia biográfica de Karl Marx que provocó la desilusión del público.
- O divadle (publicado entre 1986 y 1989) – colección publicada en samizdat. Uhde fue coautor junto con Josef Topol y Václav Havel.
- Prodaný a prodaná (1987) – una obra que describe el destino de Karel Sabina, el conflicto entre el individuo, el poder político y la sociedad. Escribió para el String Theatre bajo los nombres de Petr Oslzlý y Peter Scherhaufer.
- Česká republiko, dobrý den (Atlantis 1995) – discursos del período de su actividad en la alta política, 50 artículos seleccionados para Denní Telegraf y entrevistas que provocaron la respuesta de los lectores.
- Desítka her (Atlantis 1995) – una colección de sus diez obras más importantes de teatro, radio y televisión (Král-Vávra, Svědkové, Výběrčí, Parta, Zubařovo pokušení, Pán plamínků, Hodina obrany, Modrý anděl, Velice tiché Ave a Zvěstování aneb Bedřichu, jsi anděl)
- Balada pro banditu a jiné hry na zapřenou (Atlantis 2001) – una colección de 10 títulos publicados en su mayoría con nombres extranjeros (Balada pro Banditu, Profesionální žena, Pohádka máje, Prodaný a prodaná, Jitřenka naší slávy, Nos a Plášť – adaptación de la obra de Nikolái Gogol, Krásná rána – adaptación de la obra de Alexandr Pushkin)
- Zázrak v černém domě (2004) – una obra escrita para el Teatro Vinohrady de Praga
- Na rozchodnou (2004) – drama televisivo: ambientado en 1945 durante la expulsión de los alemanes de Brno.
- Nana (2005) – musical basado en la novela de Émile Zola Nana escrito para el Teatro Municipal de Brno.
- Rozpomínky. Co na sebe vím (2013) – parte de los recuerdos fueron procesados en la Radio Checa en el programa Takový scénář bych nevymyslel...[16]

## Reconocimientos
- Orden de Tomáš Garrigue Masaryk, primera clase (2023)